# Эркен-Юртское сельское поселение
Эркен-Юртское се́льское поселе́ние — муниципальное образование в Ногайском районе Карачаево-Черкесии Российской Федерации.
Административный центр — аул Эркен-Юрт.

## История
Статус и границы сельского поселения установлены Законом Карачаево-Черкесской Республики от 6 марта 2006 года № 13-РЗ «от 24 февраля 2004 года № 84-РЗ «Об административно-территориальном устройстве Карачаево-Черкесской Республики»

## Население
| 2002  | 2010  | 2012  | 2013  | 2014  | 2015  | 2016  |
| ----- | ----- | ----- | ----- | ----- | ----- | ----- |
| 2217  | ↗2443 | ↘2421 | ↗2456 | ↗2465 | ↘2461 | ↘2420 |
| 2017  | 2018  | 2019  | 2020  | 2021  | 2023  | 2024  |
| ↘2407 | ↘2378 | ↘2366 | ↘2345 | ↗2518 | ↗2541 | ↘2510 |

## Состав сельского поселения
| № | Населённый пункт | Тип населённого пункта      | Население |
| - | ---------------- | --------------------------- | --------- |
| 1 | Евсеевский       | хутор                       | ↘213      |
| 2 | Эркен-Юрт        | аул, административный центр | ↗2305     |